# چاه گلدشت
چاه گلدشت یک منطقهٔ مسکونی در ایران است که در دهستان بهادران واقع شده‌است.